# 姜建銘
姜建銘（1985年5月27日—），外號「猴子」，前台灣旅日棒球選手，強恕高中出身，在金龍旗中因為投球局數過長，四天之內石破天驚的投了36局、445球，贏得「鐵人投手」的稱號，也引發了後來保護限制條款的沿革。
2005年6月28日就讀國立體育學院二年級時加入日本職棒的讀賣巨人隊，繼吳昌征、吳新享、李宗源、呂明賜之後第五位加入讀賣巨人隊的台灣球員。2009年返台加入中華職棒興農牛隊。以「28號」作為重新開始(原為0號)，但回到台灣並不順遂，雖在首場比賽就對統一7-ELEVEn獅隊拿下救援成功，但整季的表現內容並不突出，整季僅有9場的出賽機會，防禦率是不佳的6.51；由於肩膀的傷勢始終無法好轉，雖然在2010年春訓決意改練低肩側投延續投球生命，但季末還是因表現不佳仍遭球隊釋出。

## 棒球生涯

### 業餘經歷
離開職業球壇後，他曾從事珠寶貿易，但不久又先後加入了業餘球界的桃園航空城棒球隊及崇越隼鷹棒球隊。
2013年4月23日，他在全國成棒甲組春季聯賽對文化大學的比賽，以99球完封；終場3：0勝出。然而他賽後自覺右肩疼痛，遂向教練提出由投轉打的想法，該場比賽後轉型打者的他於協會盃贏得打擊王。

## 個人年表
- 2006年8月22日晚先發初登板對橫濱隊，拿下個人在日職的首勝。主投7局共用90球，面對28名打者僅被擊出3支安打，共送出7次三振，沒有任何保送，失1分非自責分，防禦率是完美的0.00。
- 2006年9月3日，於名古屋巨蛋先發出戰中日隊，完封九局只被打出五支安打獲得第二勝，到日本職棒之後生涯首場完封勝。
- 2006年9月9日，首度回巨人隊主場先發，主投八局只被擊出四支安打失一分，拿下個人三連勝，並獲單場MVP。此役他雖投出登上日本職棒一軍後的第一次四壞球保送，並被敲出第一支全壘打，但已創下連28.2局未保送、連29.2局未被全壘打的佳績。
- 2007年4月3日，被球團賦予重任，擔任讀賣巨人隊在本季東京巨蛋主場開幕戰的先發投手，這也是讀賣巨人成軍七十四年來，首度由台灣投手先發主投的主場開幕戰。姜建銘主投七局共用123球，一共被擊出五支安打、責失兩分，一次三振和二次保送，率領讀賣巨人以七比二擊敗來訪的中日龍隊，也奪下個人本季第一場勝投，賽後更由球團安排其雙親與弟弟到場獻花祝賀，姜建銘淚擁雙親的畫面更攻佔日本各大媒體，日本體育報知更稱讚這是「姜建銘『親孝行』淚の一勝」。
- 2008年10月1日，遭讀賣巨人隊發出戰力外通知，結束日本職棒球季。
- 2008年12月31日，中華職棒興農牛隊，在選秀會中以不被看好的第九輪第一順位選進。
- 2010年 -- 5月29日興農牛出乎預料公佈5月30號將先發對戰兄弟葉丁仁，被戲稱為姜(沈)建(鈺)銘(傑)VS葉丁仁，不過當日可惜因雨比賽順延。
- 2011年5月14日代表J-Star棒球隊參加藝人性質的2011年明星公益愛心棒球賽。(斗六棒球場)
- 2011年12月3日再度代表J-Star棒球隊參加藝人性質的2011年明星公益愛心棒球賽。(台南棒球場)
- 2012年 -- 2012年協會盃全國成棒年度大賽崇越科技棒球隊
- 2013年 -- 102年全國成棒甲組春季聯賽崇越科技棒球隊
- 2013年 -- 102年社會甲組夏季棒球城市對抗賽崇越科技棒球隊
- 2013年 -- 2013年協會盃全國成棒年度大賽崇越科技棒球隊
- 2013年 -- 102年全國社會甲組棒球冬季巡迴賽崇越科技棒球隊
- 2013年 -- 2013年全球人壽全國成棒年度盟主爭霸賽崇越科技棒球隊
- 2014年 -- 103年全國成棒甲組春季聯賽崇越科技棒球隊
- 2014年 -- 2014年協會盃全國成棒年度大賽崇越隼鷹棒球隊
- 2014年 -- 第一屆爆米花棒球聯盟崇越隼鷹棒球隊兼教練
- 2014年 -- 103年全國社會甲組棒球冬季巡迴賽崇越隼鷹棒球隊
- 2015年 -- 104年全國成棒甲組春季聯賽崇越隼鷹棒球隊
- 2015年 -- 2015年協會盃全國成棒年度大賽崇越隼鷹棒球隊
- 2015年 -- 第五屆海峽兩岸棒球對抗賽崇越隼鷹棒球隊
- 2015年 -- 104年全國社會甲組棒球冬季巡迴賽崇越隼鷹棒球隊
- 2016年 -- 105年全國成棒甲組春季聯賽崇越隼鷹棒球隊
- 2016年 -- 2016年協會盃全國成棒年度大賽崇越隼鷹棒球隊
- 2016年 -- 2016年全國社會甲組棒球冬季巡迴賽崇越隼鷹棒球隊
- 2017年 -- 2017年全球人壽盃臺灣成棒經典賽崇越隼鷹棒球隊
- 2017年 -- 106年全國成棒甲組春季聯賽崇越隼鷹棒球隊
- 2017年 -- 2017年安永盃台日棒球交流賽崇越隼鷹棒球隊
- 2017年 -- 2017年協會盃全國成棒年度大賽崇越隼鷹棒球隊
- 2017年 -- 第二屆爆米花棒球聯盟崇越隼鷹棒球隊
- 2018年 -- 2018年日本讀賣巨人未來之星交流賽亞運中華培訓隊
- 2018年 -- 2018年NCAA美國移地訓練交流賽中華成棒代表隊（亞運培訓隊）
- 2018年 -- 2018年捷克棒球邀請賽中華成棒代表隊（亞運培訓隊）
- 2018年 -- 第二十九屆荷蘭哈連盃 （页面存档备份，存于）中華成棒代表隊
- 2018年 -- 第十八屆印尼雅加達亞運 （页面存档备份，存于）中華成棒代表隊（遞補蘇智傑空缺）
- 2019年 -- 第二十九屆亞洲棒球錦標賽冠軍 中華台北成棒代表隊。

## 個人榮譽
- 2006年，第十五屆卡達多哈亞運中華成棒隊的投手，幫助中華成棒代表隊榮獲亞運首面金牌。
- 2007年4月3日，讀賣巨人隊在本季主場開幕戰的先發投手，幫助球隊獲勝，並奪下個人勝投。此乃讀賣巨人成軍七十四年來，首度由台灣選手主投主場開幕戰。
- 2018年8月26日，擔任印尼亞運棒球中華vs韓國第三棒，開局擊出三壘安打，隨後藉由全壘打跑回中華隊2分，最後以2:1擊敗韓國隊，業餘球隊打贏韓國明星隊，成為一樁美談。

## 職業生涯成績
| 年度         | 球團         | 背號         | 登板           | 勝投           | 敗投           | 救援成功       | 被安打         | 被全壘打       | 投球局數       | 三振           | 保送           | 責失           | 防禦率         |
| ------------ | ------------ | ------------ | -------------- | -------------- | -------------- | -------------- | -------------- | -------------- | -------------- | -------------- | -------------- | -------------- | -------------- |
| 2005         | 讀賣巨人     | 97           | 無一軍出賽紀錄 | 無一軍出賽紀錄 | 無一軍出賽紀錄 | 無一軍出賽紀錄 | 無一軍出賽紀錄 | 無一軍出賽紀錄 | 無一軍出賽紀錄 | 無一軍出賽紀錄 | 無一軍出賽紀錄 | 無一軍出賽紀錄 | 無一軍出賽紀錄 |
| 2006         | 讀賣巨人     | 97           | 10             | 3              | 2              | 0              | 48             | 2              | 59.2           | 31             | 8              | 12             | 1.81           |
| 2007         | 讀賣巨人     | 17           | 17             | 2              | 4              | 0              | 45             | 6              | 41.2           | 30             | 13             | 24             | 5.18           |
| 2008         | 讀賣巨人     | 17           | 無一軍出賽紀錄 | 無一軍出賽紀錄 | 無一軍出賽紀錄 | 無一軍出賽紀錄 | 無一軍出賽紀錄 | 無一軍出賽紀錄 | 無一軍出賽紀錄 | 無一軍出賽紀錄 | 無一軍出賽紀錄 | 無一軍出賽紀錄 | 無一軍出賽紀錄 |
| 2009         | 興農牛       | 28           | 9              | 0              | 0              | 1              | 16             | 0              | 9.2            | 4              | 4              | 7              | 6.517          |
| 2010         | 興農牛       | 28           | 18             | 0              | 0              | 0              | 38             | 0              | 27.0           | 9              | 6              | 12             | 4.000          |
| 日本職棒四年 | 日本職棒四年 | 日本職棒四年 | 27             | 5              | 6              | 0              | 93             | 8              | 100.4          | 61             | 21             | 36             | 3.20           |
| 中華職棒二年 | 中華職棒二年 | 中華職棒二年 | 27             | 0              | 0              | 1              | 54             | 0              | 36.2           | 12             | 10             | 19             | 4.66           |

## 外部連結
- 姜建銘在台灣棒球維基館上的頁面（繁體中文）
- 姜建銘在日本職棒（英语）
- 姜建銘在中華職棒
- 姜建銘在Baseball-Reference.com（小聯盟以及海外聯盟）（英语）
- 姜建銘在The Baseball Cube（英语）